# Verloving in de herfst
Verloving in de herfst is een hoorspel van Hermann Moers. Verlobung im Herbst werd op 28 oktober 1980 door de Westdeutscher Rundfunk uitgezonden. Willy Wielek-Berg vertaalde het en de VARA zond het uit op woensdag 31 december 1980. De regisseur was Ad Löbler. Het hoorspel duurde 44 minuten.

## Rolbezetting
- Jan Retèl (Bertold Kerz)
- Enny Meunier (Lisbeth Blum)
- Jaap Maarleveld (de loketbeambte)
- Gerrie Mantel (de verpleegster)
- Eva Janssen (mevrouw Brinkmann)

## Inhoud
In het poskantoor, voor het zogenaamde "AOW-loket", heeft de vijfenzeventigjarige Bertold Kerz haar naam opgevangen: Lisbeth Blum. Op zijn temperamentvolle avances, die op de eerste kennismaking volgen, gaat de oude dame echter met zeer terughoudende koketterie in. In tegenstelling tot Bertold, die zich nog helemaal niet tot het “oud ijzer” rekent, heeft ze zich namelijk met haar bestaan in een bejaardentehuis verzoend. Maar de vroegere glasschilder geeft het niet op haar stormachtig het hof te maken…